# 117032 Davidlane
117032 Davidlane este un asteroid din centura principală de asteroizi.

## Descriere
117032 Davidlane este un asteroid din centura principală de asteroizi. A fost descoperit pe 14 mai 2004 la Vail-Jarnac de Tom Glinos, David H. Levy și Wendy Levy. Asteroidul prezintă o orbită caracterizată de o semiaxă mare de 2,71 ua, o excentricitate de 0,14 și o înclinație de 11,6° în raport cu ecliptica.